# رشید غزال
رشید غزال (زادهٔ ۹ مهٔ ۱۹۹۲) بازیکن فوتبال اهل الجزایر است که در پست وینگر برای باشگاه بشیکتاش در سوپر لیگ ترکیه و تیم ملی الجزایر بازی می‌کند.
از باشگاه‌هایی که در آن بازی کرده‌است می‌توان به لیون، موناکو، لستر سیتی و فیورنتینا اشاره کرد.

## زندگی شخصی
او برادر کوچک‌تر عبد القادر غزال بازیکن سابق الجزایری است.